# 5312 Schott
5312 Schott (1981 VP2) là một tiểu hành tinh vành đai chính được phát hiện ngày 3 tháng 11 năm 1981 bởi F. Borngen ở Tautenburg.